# هورنی لهوتا (ناحیه اوستراوا-تسیتی)
هورنی لهوتا (ناحیه اوستراوا-تسیتی) (به چکی: Horní Lhota) یک منطقهٔ مسکونی در جمهوری چک است که در ناحیه اوستراوا-تسیتی واقع شده‌است. هورنی لهوتا ۴٫۸۴ کیلومتر مربع مساحت و ۸۰۳ نفر جمعیت دارد و ۳۷۷ متر بالاتر از سطح دریا واقع شده‌است.